# Hope on the Street Vol. 1
Hope on the Street Vol. 1 è il primo extended play del rapper sudcoreano J-Hope, pubblicato il 29 marzo 2024.

## Antefatti e pubblicazione
Il 19 luglio 2023, durante un'apparizione al talk show Suchwita registrata prima di arruolarsi per il servizio militare, J-Hope ha rivelato di aver girato un documentario sulla street dance intitolato Hope on the Street, che sarebbe stato accompagnato da un album di colonna sonora composto da sei tracce. Il disco è stato annunciato formalmente il 19 febbraio 2024, e una settimana dopo ne è stata diffusa la tracklist, che comprende collaborazioni con Jung Kook dei BTS, Huh Yun-jin delle Le Sserafim, Gaeko dei Dynamic Duo e Yoon Mi-rae. Il 28 marzo è stato caricato su YouTube il teaser del singolo principale, Neuron.

## Descrizione
L'EP abbraccia sound anni Novanta "brillanti e ottimisti", analogamente al primo mixtape di J-Hope, Hope World. Si apre con una versione solista di On the Street, originariamente pubblicata nel 2023 insieme a J. Cole. Contiene inoltre il pezzo electro funk I Wonder..., dedicato ai suoi fan, Lock / Unlock, a cui hanno lavorato i produttori Benny Blanco e Nile Rodgers, e un remix dance di What If... dal suo primo album Jack in the Box del 2022. L'ultima traccia Neuron è così intitolata in onore del gruppo di street dance in cui l'artista militava da giovane, e appartiene all'old school hip hop, un genere che ha influenzato significativamente J-Hope. Tematicamente essa parla delle radici musicali di J-Hope, delle sue motivazioni di vita e delle aspettative per un nuovo inizio.

## Tracce
1. On the Street (solo version) – 3:11 (Pdogg, J-Hope)
2. I Wonder... (con Jung Kook) – 2:43 (Pdogg, J-Hope, Melanie Fontana Schulz, Lindgren)
3. Lock / Unlock (con Benny Blanco e Nile Rodgers) – 3:01 (J-Hope, Pdogg, Benjamin Levin, Magnus August Høiberg, Blake Slatkin, Omer Fedi, Nile Rodgers, Michael Cleveland)
4. I Don't Know (con Huh Yun-jin) – 3:03 (Pdogg, Moon Su-jin, J-Hope)
5. What If... (Dance Mix con Jinbo the Superfreak) – 3:16 (J-Hope, Dwayne Abernethy Jr., R. Jones, R. Diggs, Jinbo the Superfreak)
6. Neuron (con Gaeko e Yoon Mi-rae) – 4:33 (Pdogg, J-Hope, Gaeko, Yoon Mi-rae)

## Formazione
- J-Hope – voce, scrittura (tutte le tracce), fischietto (traccia 1), cori (traccia 1), arrangiamento rap (tracce 1, 5), registrazione (tutte le tracce)
- Dwayne Abernathy Jr. – scrittura (traccia 5
- Antwone Barnes – coro (traccia 6)
- Duane Benjamin – co-produzione coro (traccia 6), arrangiamento/orchestrazione coro (traccia 6)
- Benny Blanco – produzione (traccia 3), scrittura (traccia 3), tastiera (traccia 3), sintetizzatore (traccia 3), strumentazione e programmazione (traccia 3), registrazione (traccia 3)
- Rachel Blum – assistenza al missaggio (traccia 6)
- Dedrick Bonner – arrangiamento/orchestrazione coro (traccia 6), direzione coro (traccia 6), coro (traccia 6)
- Bryce Bordone – assistenza al missaggio (traccia 3)
- Cashmere Cat – produzione (traccia 3), scrittura (traccia 3), tastiera (traccia 3), sintetizzatore (traccia 3), strumentazione e programmazione (traccia 3), registrazione (traccia 3)
- Chancellor – cori (traccia 3), registrazione (traccia 3)
- Bryce Charles – coro (traccia 6)
- Marqell Ward Clayton – coro (traccia 6)
- Michael Cleveland – scrittura (traccia 3)
- James Cunningham – assistenza al missaggio (traccia 4)
- Dem Jointz – produzione (traccia 5), tutti gli strumenti (traccia 5), tastiera (traccia 5), sintetizzatore (traccia 5)
- R. Diggs – scrittura (traccia 5)
- DJ Friz – scratch (traccia 1)
- DJ Riggins – assistenza al missaggio (traccia 6)
- Evan – editing digitale (tracce 4-5)
- Omer Fedi – scrittura (traccia 3), strumentazione e programmazione (traccia 3), registrazione (traccia 3)
- Gaeko – voce (traccia 6), scrittura (traccia 6), registrazione (traccia 6)
- Șerban Ghenea – missaggio (traccia 3)
- Ghstloop – editing digitale (tracce 2, 5)
- Russel Graham – registrazione (traccia 3)
- Summer Greer – coro (traccia 6)
- Huh Yun-jin – voce (traccia 4), narrazione (traccia 4)
- Jang Woo-young – missaggio (traccia 5)
- Jinbo the Superfreak – artista ospite (traccia 5), scrittura (traccia 5), registrazione (traccia 5)
- R. Jones – scrittura (traccia 5)
- Jaycen Joshua – missaggio (traccia 6)
- Jung Kook – voce (traccia 2), cori (traccia 2)
- David Yungin Kim – missaggio (traccia 1)
- Lindgren – scrittura (traccia 2)
- Moon Su-jin – scrittura (traccia 4), cori (traccia 4), registrazione (traccia 4)
- Sha'leah Nikole – coro (traccia 6)
- Jay Noah – editing digitale (traccia 2)
- Jason Park – registrazione (traccia 6)
- Pdogg – produzione (tracce 1-4, 6), scrittura (tracce 1-4, 6), remix (traccia 5), tastiera (tutte le tracce), sintetizzatore (tracce 1-4, 6), editing digitale (tracce 1-4, 6), talk box (tracce 2-3), registrazione (tracce 2-4, 6), strumentazione e programmazione (traccia 3)
- Ililta Pina – coro (traccia 6)
- Eric Reichers – registrazione (traccia 6)
- James F. Reynolds – missaggio (traccia 4)
- Jacob Richards – assistenza al missaggio (traccia 6)
- CD Rios – assistenza alla registrazione (traccia 6)
- Clinton Roane – coro (traccia 6)
- Nile Rodgers – artista ospite (traccia 3), produzione (traccia 3), scrittura (traccia 3), chitarra (traccia 3)
- Melanie Fontana Schulz – scrittura (traccia 2)
- Mike Seaberg – ingegneria del missaggio (traccia 6)
- Emily Silva – coro (traccia 6)
- Blake Slatkin – produzione (traccia 3), scrittura (traccia 3), strumentazione e programmazione (traccia 3), registrazione (traccia 3)
- Yang Ga – missaggio (traccia 2)
- Yoon Mi-rae – voce (traccia 6), scrittura (traccia 6)
- Young – chitarra (traccia 2), registrazione (traccia 2)

Note
- Lock / Unlock contiene una parte di Last Night a D.J. Saved My Life scritta da Michael Cleveland.
- What If... (Dance Mix) contiene elementi di Shimmy Shimmy Ya scritta da Robert Diggs e Russell Jones.

## Successo commerciale
Nel Regno Unito Hope on the Street Vol. 1 è entrato in 38ª posizione sulla Official Albums Chart, un record personale per l'artista, che con il precedente album Jack in the Box nel 2022 era arrivato 67º. Neuron si è contemporaneamente piazzata al 64º posto della Official Singles Chart.
In Giappone è stato l'album più scaricato nella settimana 25-31 marzo 2024 secondo Oricon, mentre quattro tracce sono entrate nella top 10 giornaliera, con Neuron e I Wonder... rispettivamente in seconda e terza posizione.
Negli Stati Uniti è stato il primo disco di J-Hope a entrare nella top 5 della Billboard 200.

## Classifiche

### Classifiche settimanali
| Classifica (2024) | Posizione massima |
| ----------------- | ----------------- |
| Australia         | 62                |
| Austria           | 5                 |
| Belgio (Fiandre)  | 51                |
| Belgio (Vallonia) | 4                 |
| Corea del Sud     | 2                 |
| Finlandia         | 38                |
| Francia           | 6                 |
| Germania          | 10                |
| Giappone          | 2                 |
| Italia            | 30                |
| Lituania          | 35                |
| Nuova Zelanda     | 29                |
| Regno Unito       | 38                |
| Spagna            | 12                |
| Stati Uniti       | 5                 |
| Svizzera          | 5                 |

### Classifiche di fine anno
| Classifica (2024) | Posizione |
| ----------------- | --------- |
| Corea del Sud     | 53        |